# Matt Leanderson
Matthew Fillip Leanderson –conocido como Matt Leanderson– (Seattle, 11 de marzo de 1931-Kirkland, 2 de noviembre de 2006) fue un deportista estadounidense que compitió en remo. Participó en los Juegos Olímpicos de Helsinki 1952, obteniendo una medalla de bronce en la prueba de cuatro con timonel.

## Palmarés internacional
| Juegos Olímpicos | Juegos Olímpicos     | Juegos Olímpicos  | Juegos Olímpicos   |
| Año              | Lugar                | Medalla           | Prueba             |
| ---------------- | -------------------- | ----------------- | ------------------ |
| 1952             | Helsinki (Finlandia) | Medalla de bronce | Cuatro con timonel |